# Bärmålla
Bärmålla (Chenopodium foliosum) är en växtart i familjen mållväxter. Den har ett utseende liknande smultronmålla och bägge säljs under namnet smultronspenat.